# Rhynchobatus luebberti
Rhynchobatus luebberti is een vis uit de familie Rhinidae. De soort komt voor in de wateren rondom Angola, Benin, Kameroen, Congo-Brazzaville, Congo-Kinshasa, Ivoorkust, Equatoriaal-Guinea, Gabon, Gambia, Ghana, Guinee, Guinee-Bissau, Liberia, Mauritanië, Nigeria, Senegal, Sierra Leone en Togo, op een diepte tot 35 (maximaal 70) meter op een bodem van zand of modder.
Deze rog kan een lengte van 3 meter bereiken.

## Relatie tot de mens
Grote soorten vioolroggen hebben een lage voortplantingssnelheid; het zijn K-strategen. Op deze kraakbeenvis bestaat een gerichte visserij, maar hij is ook vaak bijvangst bij tal van andere soorten visserij, zowel grootschalige als kleine ambachtelijke visserij, omdat de soort dicht onder de kust voorkomt. Door de bevolkingstoename vindt ook habitatvernietiging plaats in de kustgebieden waarin deze roggen leven. Er is een duidelijke achteruitgang waargenomen in de aantal vioolroggen in het gebied waar deze soort voorkomt. Daarom is de rog geplaatst als ernstig bedreigde soort op de Rode Lijst van de IUCN.